# إي أم دي 690
إي أم دي 690 (بالإنجليزية: AMD 690)‏ وهي سلسلة من مجموعة الشرائح تم تصميمها من قبل شركة إي تي آي التابعة لشركة إي أم دي. وهي تركز على الحواسيب المكبية والمحمولة. وإن مجموعة الشرائح من هذه السلسلة المخصصة لوحدات المعالجة المركزية التابعة لشركة إنتل كان يرمز لها في الشركة بـRS600. وكان رمز لقسم هذه السلسلة المخصصة للحوايب المحمولة يرمز لها باسم RS600M لوحدات شركة إنتل و RS690M لوحدات شركة إي أم دي. ولكن كان الاسم التجاري لقسم المخصص لوحدات شركة إنتل هو ريدون إكسبرس 1200 (Radeon Xpress 1200) والاسم التجاري لقسم المخصص لوحدات شركة إي أم دي جي 690 (690G). وكلاهما احتويا على وحدة معالجة الرسوميات مندمجة من سلسلة إي تي آي ريدون إكس 700 (ATI Radeon X700) بتكنولوجيا أفايفو (AVIVO) لتسريع عرض الفيديو بواسطة المعدات. وإن نسخات هذه السلسلة المخصصة للحواسيب المحمولة تحوي على نظام باور بلي لتوفير الطاقة. وإن هذه السلسلة هي خليفة سلسلة إكسبرس 200.